# Escut de Palau-solità i Plegamans

Escut oficial de Palau-solità i Plegamans

L'escut oficial de Palau-solità i Plegamans té el següent blasonament:
Escut caironat truncat: 1r d'or, 4 pals de gules, i ressaltant sobre el tot un palau d'argent obert somat d'una pala de sable; 2n de gules, una mà d'argent, i la bordura dentada d'argent. Per timbre una corona mural de poble.

## Història
Va ser aprovat el 7 d'octubre de 1997 i publicat al DOGC el 30 del mateix mes amb el número 2507.

Palau-solità fou esmentat per primera vegada l'any 955, i Plegamans el 962; els dos pobles es van fusionar el 1698 i van formar un municipi reial. La partició superior mostra les armes parlants de Palau-solità, també anomenat la Sagrera: un palau amb una pala al capdamunt, i els quatre pals de Catalunya en record de la jurisdicció reial sobre la localitat. A la partició de sota es veuen les armes parlants dels senyors del castell de Plegamans, els Vilatorta: una mà d'argent sobre camp de gules amb bordura dentada d'argent.

## Significat
L'escut representa els dos pobles que es van unir per crear el poble actual. Aquests dos pobles eren:
- Palau-solità: Representat pel palau blanc amb una la pala negre a sobre i una senyera al fons
- Plegamans: Representat amb la mà blanca amb fons vermell.
La corona significa que és poble.